# Baker Ahmad Mohammed
Baker Ahmad Mohammed (in arabo بكر أحمد محمد‎?; Doha, 11 agosto 1986) è un ex cestista qatariota.

## Carriera
Con il Qatar ha disputato i Campionati mondiali del 2006 e tre edizioni dei Campionati asiatici (2007, 2009, 2013).